# Diego de Torres Bollo
Diego de Torres Bollo foi um jesuíta que nasceu em 1551, em Villalpando, Província de Zamora, Espanha e faleceu no dia 8 de agosto 1638, em Sucre, Departamento de Chuquisaca, Bolívia.

## Biografia
Seu pai foi governador da comarca.
Antes de ingressar no noviciado, estudou em Palência e Salamanca.
Em 16 de dezembro de 1571, ingressou na Companhia de Jesus em Salamanca. Estudou filosofia em Ávila e teologia em Valladolid.
No dia 20 de maio de 1581, chegou à Lima (Peru) e foi enviado para a redução de Juli, onde foi superior até 1585 e onde aprendeu idiomas nativos como o quéchua e o aimará. Essa experiência seria útil para orientar a fundação de reduções no Paraguai a partir de 1609.
Entre 1586 e 1592, foi reitor do Colégio de Cusco (Peru).
Entre 1592 e 1596, foi reitor do Colégio de Quito (Equador).
Entre 1597 e 1599, foi reitor do Colégio de Potosi (Bolívia).
Em 1600, foi enviado para Roma, onde publicou relatos sobre os trabalhos de missionários jesuítas em territórios que atualmente pertencem ao Peru, Bolívia e Argentina, denominado como "Breve relación sobre la labor de la Compañía de Jesús en el Perú". Essa obra, na época, foi publicada em  espanhol, italiano, alemão, francês, latim e polonês. 
Em 1603:
- apresentou na Espanha, um detalhado memorial sobre a penosa situação dos nativos nas Américas, com propostas de soluções para o problema;
- foi nomeado por Cláudio Acquaviva como vice-provincial da Província Jesuítica da região atualmente pertencente à Colômbia, Equador e Panamá.

No dia 26 de novembro de 1607, chegou à cidade de San Salvador de Jujuy, para tomar posse como primeiro Provincial da Província Jesuítica do Paraguai e Tucumã.
Entre 1608 e 1614, foi o primeiro Provincial do Paraguai. Essa Província contava com oito integrantes em 1608, aos quais se somaram outros dezesseis em 1610.
Na época em que era provincial, foi reaberta a residência jesuítica em Assunção, foi inaugurado o Colégio em Córdoba e foi aberta a residência em Santa Fé.
Com base em sua experiência em Juli, apoiou e deu diretrizes para a fundação das primeiras reduções jesuíticas no Paraguai.
Seus relatórios anuais referentes aos anos de 1610, 1611 e 1612, que relatam a fundação das primeiras reduções jesuíticas no Paraguai, são considerados importantes documentos históricos.
Em 1615, deixou de ser provincial, sendo sucedido por Pedro de Oñate, e assumiu o cargo de reitor do Colégio Jesuíta em Córdoba (Argentina).
Em 1621, foi enviado para a cidade de Chuquisaca, atualmente denominada como Sucre  .